# Akulivik
Akulivik ist eine Inuit-Siedlung in der Region Nunavik, Verwaltungsregion Nord-du-Québec, an der Westküste der Ungava-Halbinsel mit 633 Einwohnern (Stand: 2016). Das Inuktitut-Wort „Akulivik“ leitet sich von der geografischen Lage ab, einer Halbinsel, die wie ein dreizackiger Fischspeer, Kakivak, in die Hudson Bay ragt; Akulivik ist der mittlere Zinken.
In der Umgebung gibt es großen Reichtum an jagdbarem Wild. Traditionelle Jagdgründe liegen auf dem mit dem Boot in nur wenigen Minuten erreichbaren Smith Island, von den Inuit Qikiqtarjuaq, „große Insel“, genannt. Im Winter spielt der Muschelfang wie in Kangiqsujuaq eine wichtige Rolle.
Die Geschichte der Region weist bis in die Zeit der Dorset-Kultur zurück. Nachweislich passierte der Polarforscher Henry Hudson 1610 Qikiqtarjuaq. 1750 erhielt diese Insel den Namen Island of Cape Smith zu Ehren von Sir Thomas Smith, dem ersten Vorsitzenden der damals noch „The Company of Adventurers“ genannten Hudson’s Bay Company. 1922 errichtete diese Gesellschaft zunächst an der Stelle der heutigen Siedlung einen Außenposten, verlegte ihn aber dann auf die strategisch günstiger gelegene Smith-Insel. Zwar lebten die Inuit damals meist noch überall an der Küste zerstreut in ihren Camps, doch zogen zwischen 1922 und 1955 immer mehr Gruppen näher an den Außenposten; 1933 sollen sich rund 140 Inuit auf Smith Island aufgehalten haben. Dort, wo sich die Siedlung Akulivik heute erstreckt, befanden sich ihre Sommercamps.
Als der Außenposten 1952 aufgegeben wurde, sahen sich nicht wenige Inuit durch grassierende Krankheiten veranlasst, zum nächstgelegenen Handelsposten bei Puvirnituq umzusiedeln. Allerdings blieb die Region um Smith Island unvergessen, und als schließlich 20 Jahre später die erste Familie 1973 zurückkehrte, folgten bald weitere; eine Integration mit der ortsansässigen Bevölkerung war praktisch nicht erfolgt. Die Heimkehrer führten sogar ihre Fertighäuser auf Schneemobilen und in Booten mit sich, und so entstand, nicht zuletzt mit staatlicher Unterstützung, die Siedlung Akulivik. 1976 wurde sie offiziell in den Status einer Gemeinde erhoben und 1979 in das Abkommen der Baie James und des Quebecer Nordens einbezogen.